# Terrorisme en 1983
720 morts en 1983, dont un tiers lors de l'attentat-suicide du 23 octobre 1983, et 963 blessés lors d'attentats selon la RAND Corporation,. Les voitures piégées ont été les plus meurtrières. Aux États-Unis, le FBI a recensé 31 « incidents terroristes ».

## Événements

### Avril
- 18 avril, Liban : un attentat-suicide au camion piégé contre l'ambassade des États-Unis à Beyrouth fait soixante-trois morts, dont dix-sept Américains. L'attaque est revendiquée par le Hezbollah[2],[3],[4].

### Mai
- 20 mai, Afrique du Sud : l'attentat de Church Street à Pretoria fait dix-sept morts[n 2] et cent quatre-vingt-dix-sept blessés. Il est revendiqué par le mouvement anti-apartheid Umkhonto we Sizwe[5].

### Juillet
- 15 juillet, France : le groupe arménien Asala, mouvement nationaliste de tendance marxiste-léniniste, fait exploser une bombe à l'Aéroport Paris-Orly, faisant huit morts et cinquante-six blessés[1],[6],[7].

### Août
- 25 août, Allemagne : une bombe explose dans la Maison de France à Berlin-Ouest et fait un mort et vingt-trois blessés[8].

### Septembre
- 30 septembre, France : une bombe explose au Palais des congrès de Marseille, à proximité des pavillons américain, soviétique et algérien, au cours d'une foire commerciale internationale. L'attentat fait un mort et vingt-six blessés. Il est revendiqué par plusieurs organisations terroristes : les FARL, les commandos Delta, et le groupe Orly/Asala[réf. souhaitée].

### Octobre
- 23 octobre, Liban : deux attentats contre des contingents de la paix de l'ONU sont perpétrés à Beyrouth. Le premier, à l'aéroport de Beyrouth, fait deux cent quarante et un morts et une centaine de blessés parmi les soldats américains[4]. Le second, l'attaque du poste Drakkar, fait cinquante-huit morts et une quinzaine de blessés parmi les soldats français, et coûte la vie aux six membres de la famille du gardien de l'immeuble. Ces attentats sont perpétrés par les activistes du Hezbollah, soutenus par l'Iran[9].

### Novembre
- 4 novembre, Israël : un attentat-suicide à la voiture piégée contre un poste de l'armée israélienne fait cinquante morts[2],[n 3].

### Décembre
- 12 décembre, Koweït : un attentat-suicide à la grenade contre l'ambassade américaine au Koweït entraîne la mort de sept personnes. L'attentat est revendiqué par le Hezbollah[2].
- 17 décembre, Royaume-Uni : un attentat de l'IRA provisoire devant le magasin Harrods, à Londres, fait cinq morts et quatre-vingt-onze blessés[10].
- 21 décembre, Liban : un attentat-suicide à la voiture piégée contre le QG de l'armée française, à Beyrouth, fait quinze morts, quatorze Libanais et un soldat français. L'attentat est revendiqué par le Hezbollah[2].
- 31 décembre, France : deux attentats attribués à Carlos perpétrés à la gare de Marseille-Saint-Charles et dans le TGV Marseille-Paris font cinq morts et cinquante-quatre blessés[11],[12],[6]